# Dell City
Dell City és una població dels Estats Units a l'estat de Texas. Segons el cens del 2000 tenia 413 habitants.

## Demografia
Segons el cens del 2000, Dell City tenia 413 habitants, 155 habitatges, i 119 famílies. La densitat de població era de 96,6 habitants per km².
Dels 155 habitatges en un 36,8% hi vivien nens de menys de 18 anys, en un 63,9% hi vivien parelles casades, en un 11,6% dones solteres, i en un 22,6% no eren unitats familiars. En el 20,6% dels habitatges hi vivien persones soles el 7,7% de les quals corresponia a persones de 65 anys o més que vivien soles. El nombre mitjà de persones vivint en cada habitatge era de 2,66 i el nombre mitjà de persones que vivien en cada família era de 3,11.
Per edats la població es repartia de la següent manera: un 30,5% tenia menys de 18 anys, un 6,3% entre 18 i 24, un 21,8% entre 25 i 44, un 28,1% de 45 a 60 i un 13,3% 65 anys o més.
L'edat mediana era de 37 anys. Per cada 100 dones de 18 o més anys hi havia 95,2 homes.
La renda mediana per habitatge era de 19.602 $ i la renda mediana per família de 21.667 $. Els homes tenien una renda mediana de 24.135 $ mentre que les dones 18.571 $. La renda per capita de la població era de 9.580 $. Aproximadament el 26,4% de les famílies i el 29,4% de la població estaven per davall del llindar de pobresa.

## Poblacions més properes
El següent diagrama mostra les poblacions més properes.